# Athoscianos
En el universo ficticio de Stargate los Athosianos son un pueblo humano que habita en el planeta Athos y otros diversos planetas de la Galaxia Pegaso. 
Los Athosianos al parecer son una nación de humanos que han sido “esparcidos” por los Antiguos después de que ellos hayan viajado a la Galaxia Pegaso. Ellos solían ser una civilización tecnológicamente avanzada y todavía poseen tecnología, pero debido a la amenaza de los Espectros, ellos estaban viviendo en una sociedad Preindustrial en Athos, cerca de las ruinas de una ciudad Alterana. La líder de los Athosianos es Teyla Emmagan. 

## Historia
Como otras culturas humanas a través de Pegasus, los Athosianos eran periódicamente "cosechados" cada algunos cientos de años por los Wraith. Hace un cierto tiempo, los Athosianos eran una sociedad relativamente avanzada, poseyendo tecnología tal como encendedores láser y habitando en ciudades grandes. Sin embargo, después de un gran ataque, en el cual los Wraith casi los exterminaron como hacen con toda la especie que alcanzan un nivel de tecnología que presente una potencial amenaza, los Athosianos abandonaron las ciudades y se convirtieron en una sociedad agraria para evitar que los Wraith los detectaran.
Todavía conservan una cierta tecnología avanzada, ocultándola para que no la detecten. Los Athosianos cambian regularmente de lugar sus asentamientos y campos de caza para confundir a los invasores, y en el pasado, era sabido que utilizaban cuevas próximas para ocultarse adentro y allí documentaron los ataques contra su planeta. Sin embargo, su gente sigue siendo perseguida, y el morir de causas naturales, en vez de ser el alimento de los Wraith, es muy raro.
Cuando llegó la expedición Atlantis buscando un sitio viable para la evacuación, los Athosianos inicialmente sospecharon del extraño grupo que nunca había oído hablar de los Wraith. Finalmente, a través de Jon Sheppard y de su líder, Teyla Emmagan, las dos partes entraron en confianza. Varios Athosianos y miembros de la expedición Atlantis fueron capturados en un ataque de Wraith, entonces Sheppard evacuó a los sobrevivientes del campamento de nuevo a Atlantis. Es desconocido si había algunas otras aldeas de Athosianos en el planeta.
Como los Athosianos no tenían ninguna parte a donde ir, se establecieron por un tiempo en Atlantis. Sin embargo, encontraron sus nuevos alrededores muy intimidantes, y desconfianza por varios miembros de la expedición de Atlantis, incluyendo al sargento Bates. Llegando a estar en contrariedad con vivir en la ciudad antigua, volvieron a establecerse en un continente próximo en el planeta de Atlantis, que había sido descubierto recientemente. Allí, comenzaron una nueva vida. 
No obstante, sus aldeas se han evacuado varias veces en que los Wraith amenazaron a Atlantis. Cuando una delegación antigua volvió a tomar temporalmente el control de Atlantis, los Athosianos fueron reubicados en otro planeta. Les fue permitido volver después de que los Tau'ri recuperaran el control de la ciudad, sin embargo eligieron quedarse en su nuevo, conocido ahora como "Nueva Athos".
En el episodio Perdido, Teyla y la Dra. Keller viajan al nuevo hogar de los Athoscianos, pero al llegar no hallan a ninguno de sus habitantes. Descubren más tarde que el híbrido Wraith-Humano Michael los había secuestrado para experiemntar con ellos, convirtiendo a varios en híbridos como él. El grupo logra rescatar a los Athosianos que todavía era humanos (la mayoría) aunque se desconoce si regresaron a Nueva Athos o se quedaron en el nuevo planeta de Atlantis, M35-117, que también poseía un continente.

## Cultura y costumbres
La muerte es una piedra angular importante de la forma de vida Athosian. Debido a los numerosos ataques de los Wraith, un Athosian se considera muy afortunado si sabe dónde y cuándo van a morir. Por lo que se refiere a este conocimiento, los rezos y la meditación se realizan para permitirles morir y para que sus amigos y familiares cercanos a mediten sobre su vida.
En un entierro, el cuerpo se pone en el medio de un anillo de piedra, una representación del Stargate. Durante este rito llamado "ceremonia del anillo", se reza y se canta una canción para honrar la vida de una persona que no murió en manos de los Wraith para celebrar el nuevo viaje que emprenden con los antepasados. Es desconocido qué se hace con el cuerpo después de la ceremonia.
Por la mañana temprano, los Athosians gozan de un té para apoyarlos para el resto del día. También comen sopa de Tuttleroot, un plato que Teyla considera difícil de hacer. En la cultura de los Athosian, no se espera que las mujeres expresen su atracción hacia alguien antes de que lo haga el varón. 

## Cualidades Genéticas
No hay Athosiano conocido que tenga el gen de Activación de Tecnología Antigua (A.T.A.), sin embargo el Dr. Beckett descubrió que una gran parte de ellos tienen un pequeño número de genes de Espectros debido a los experimentos realizados por los científicos de los Espectros hace mucho tiempo (se esperaba que estos experimentos permitieran que su fuente de comida sea más sabrosa). Estos genes les permiten a los poseedores sentir la proximidad de los Espectros interviniendo subconscientemente en sus comunicaciones telepáticas. Además, los individuos poseedores de este gen son capaces de activar la tecnología de los Espectros (algo parecido al gen A.T.A.).
- Datos: Q5710772